# Agalliana puella
Agalliana puella är en insektsart som beskrevs av Paul W. Oman 1938. Agalliana puella ingår i släktet Agalliana och familjen dvärgstritar. Inga underarter finns listade i Catalogue of Life.